# NGC 1672
NGC 1672 är en stavgalax i stjärnbilden Svärdfisken. Den upptäcktes år 1826 av James Dunlop.